# Vineam quam plantavit
Vineam quam plantavit è una enciclica di papa Pio VII, datata 12 giugno 1817, e scritta all'Episcopato francese, con la quale il Pontefice propone una ristrutturazione delle Diocesi francesi aumentandole di numero; d'accordo con il Re sottopone questo suo progetto alla gerarchia francese chiedendo la massima collaborazione nella sua attuazione.

## Fonte
- Tutte le encicliche e i principali documenti pontifici emanati dal 1740. 250 anni di storia visti dalla Santa Sede, a cura di Ugo Bellocci. Vol. II: Clemente XIII (1758-1769), Clemente XIV (1769-1774), Pio VI (1775-1799), Pio VII (1800-1823), Libreria Editrice Vaticana, Città del Vaticano 1994.